# Drôme
Drôme (26; en español áurico, Droma) es un departamento de Francia, en la región de Auvernia-Ródano-Alpes. La capital es Valence. Le da nombre el río homónimo. El gentilicio (en francés) es drômois.

## Geografía
- Limita al oeste con Ardèche, al noreste con Isère, al este con Altos Alpes, y al sur con Alpes de Alta Provenza y Vaucluse.
- Punto más alto: Rocher Rond (2456 m s. n. m.).
- Otras cimas: Crête des Aiguilles (2400 m s. n. m.), Roc de Garnesier (2388 m s. n. m.), Tête de Garnesier (2368 m s. n. m.), Tête du Lauzon (2279 m s. n. m.)
- Punto más bajo: salida del Ródano en Pierrelatte.
- Puerto de montaña más alto: Col de Menée (1457 m s. n. m.).
- Lago más extenso: estanque de Suze-la-Rousse, periódico, de aproximadamente medio kilómetro cuadrado.
- Ríos principales: Ródano (marca el límite occidental del departamento), Isère, Drôme, Eygues, Ouvèze
- El cantón de Valréas es un enclave de Vaucluse el departamento de Drôme.
- La comuna de Villebois-les-Pins, pese a formar parte de Drôme, comparte el código postal con Orpierre (Altos Alpes).

## Demografía
| 1801    | 1831    | 1841    | 1851    | 1856    | 1861    | 1866    |
| ------- | ------- | ------- | ------- | ------- | ------- | ------- |
| 235 357 | 299 556 | 311 551 | 326 846 | 324 760 | 326 684 | 324 231 |
| 1872    | 1876    | 1881    | 1886    | 1891    | 1896    | 1901    |
| 320 417 | 321 756 | 313 763 | 314 615 | 306 419 | 303 491 | 297 321 |
| 1906    | 1911    | 1921    | 1926    | 1931    | 1936    | 1946    |
| 297 270 | 290 894 | 263 509 | 263 750 | 267 080 | 267 281 | 268 233 |
| 1954    | 1962    | 1968    | 1975    | 1982    | 1990    | 1999    |
| 275 280 | 304 227 | 342 891 | 361 847 | 389 781 | 414 072 | 437 778 |

Las principales ciudades son (datos del censo de 1999):
- Valence (64 260 habitantes, 117 448 en la aglomeración, que desborda los límites del departamento)
- Romans-sur-Isère (32 667 habitantes, 52 715 en la aglomeración)
- Montélimar (31 344 habitantes, 43 584 en la aglomeración, que desborda los límites del departamento)

## Economía
El corazón económico del departamento está situado al oeste, a orillas del río Ródano (Valence)
El sector servicios emplea la mayor parte de la población activa: servicios a las empresas, a los particulares, turismo rural...

## Turismo
El turismo en Drôme propone una gran variedad de actividades culturales y deportivas.
Turismo cultural: Monumentos religiosos e históricos.
Turismo verde y deportivo: Actividades al aire libre en la montaña : excursionismo, bicicleta de montaña, esquí nórdico, ala delta...

## Historia
Drôme fue uno de los 83 departamentos originales creados durante la Revolución francesa, el 4 de marzo de 1790 (en aplicación de la ley del 22 de diciembre de 1789). Fue creado a partir del Bajo Dauphiné —perteneciente a la antigua provincia del Dauphiné— y de una pequeña parte de Provenza.

## Política
En 2004, fue elegido presidente del Consejo General el socialista Didier Guillaume, en sustitución del derechista Jean Mouton.
Las principales atribuciones del Consejo General son votar el presupuesto del departamento y escoger de entre sus miembros una comisión permanente, formada por un presidente y diversos vicepresidentes, que será el ejecutivo del departamento. Actualmente, la composición política de esta asamblea es la siguiente:
- Partido Socialista (PS): 14 consejeros generales
- Unión por un Movimiento Popular (UMP): 10 consejeros generales
- Unión para la Democracia Francesa (UDF): 4 consejeros generales
- No adscritos de izquierda: 3 consejeros generales
- No adscritos de derecha: 2 consejeros generales
- Partido Radical de Izquierda (PRG): 2 consejeros generales
- Partido Comunista Francés (PCF): 1 consejero general